# Pallacanestro alla II Universiade - Torneo femminile
Il torneo di pallacanestro femminile della II Universiade si è svolto a Sofia, Bulgaria, nel 1961.

## Classifica finale
| -  | Paese            | Formazione |
| -- | ---------------- | --- |
|    | Bulgaria         | Antonova · Borisova · Bučuklieva · Džangozova · Gospodinova · G'oševa · Kafalieva · Lukač · Manikova · Morova · Penčeva · Popova · Todorova · Vojnova All.: Cvetan Željazkov |
|    | Unione Sovietica | Artjuchova · Dronova · Jedeleva · Kukanova · Leont'eva · Obidina · Panteleeva · Šalaeva · Salimova · T. Smekalova All.: Pavel Baranov                                        |
|    | Cecoslovacchia   | Babáková · Brožková · Černá · Haluzická · Havlíčková · Krámová · Lastoveská · Marešová · Oralková · Lundáková · Riederová · Zívrová All.: -                                  |
| 4. | Romania          | |
| 5. | Corea del Nord   | |
| 6. | Ungheria         | |
| 7. | Polonia          | |
| 8. | Turchia          | |